# Estação Ferroviária de Godim
A Estação Ferroviária de Godim, conhecida originalmente como Quatro Caminhos, é uma interface da Linha do Douro, que serve a freguesia de Godim, no concelho de Peso da Régua, em Portugal.

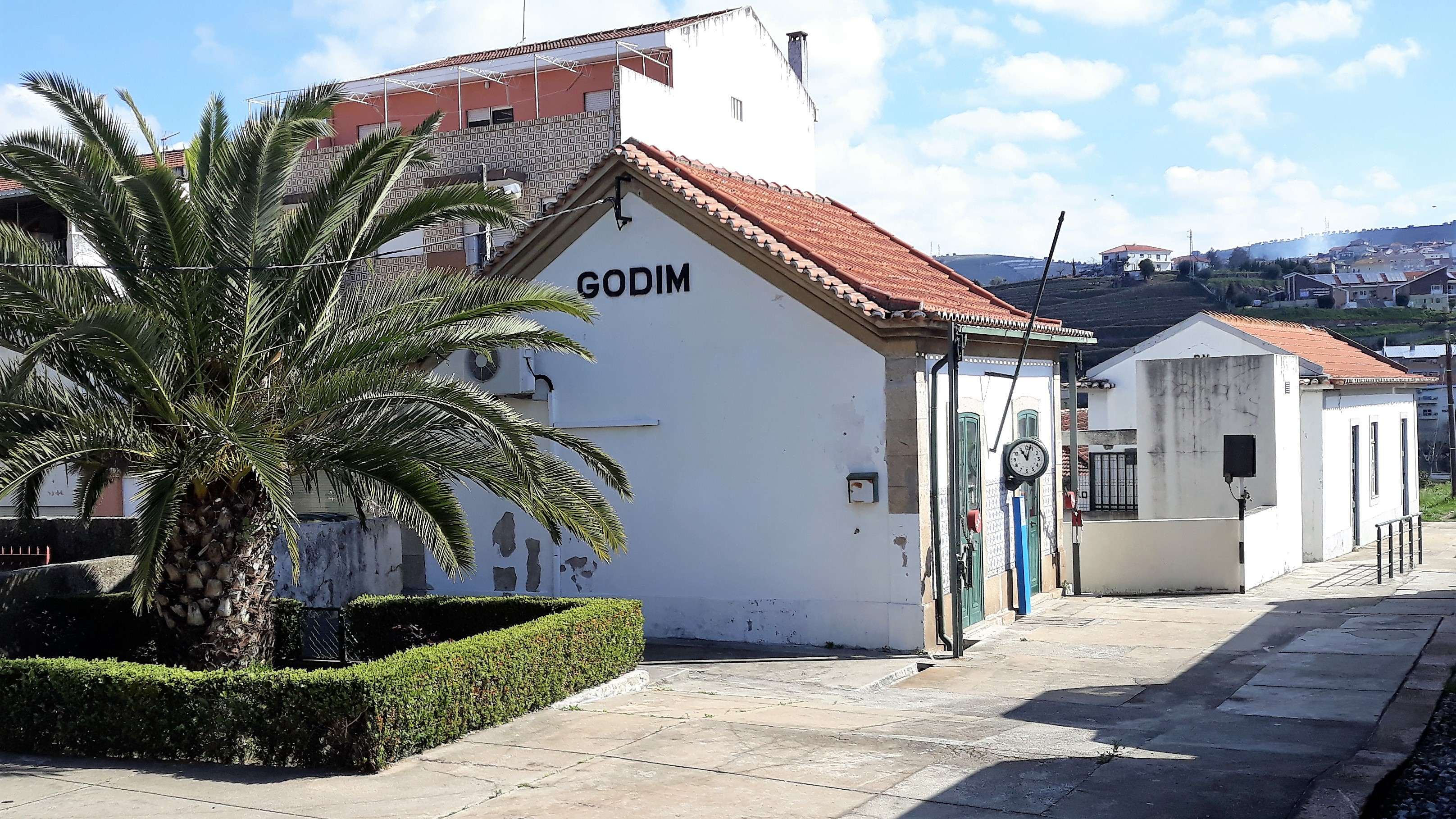
Aspeto da estação, em 2019.

## Descrição

### Localização e acessos
Situa-se em Godim, subúrbio contíguo, para poente, ao aglomerado urbano da sede do concelho, tendo acesso pela Rua dos Quatro Caminhos.

### Infraestrutura
Esta interface apresenta duas vias de circulação, identificadas como I e II, com comprimentos de 264 e 265 m e ambas acessíveis por plataforma — estas têm respetivamente 248 e 150 m de comprimento e têm cada uma um segmento de 80 m com altura de 685 mm de altura, tendo o restante 200 mm; existem ainda duas vias secundárias, identificadas como III, VI, V, e “Quimigal”, com comprimentos entre 183 e 175 m. O edifício de passageiros situa-se do lado norte da (lado esquerdo do sentido ascendente, para Barca d’Alva).
Situa-se igualmente junto a esta estação, centrado ao PK 101+82 (inst. n.º 53) uma «Instalação de Uso Privativo» (anteriormente designada como «Linhas de Carga/Desc. DPF») gerido pela empresa Cimpor.

### Serviços
Em dados de 2023, esta interface é servida por comboios de passageiros da C.P. de tipo regional, com cinco circulações diárias em cada sentido, entre Marco de Canaveses e Régua.

## História
Esta interface situa-se no troço da Linha do Douro entre as estações de Juncal e Régua que abriu à exploração em 15 de Julho de 1879.
Na sessão de 23 de Abril de 1934, a comissão administrativa do Fundo Especial de Caminhos de Ferro aprovou obras de expansão no apeadeiro de Quadro Caminhos, uma vez que não era possível ampliar a estação da Régua, que estava com problemas para responder ao movimento. Em 1 de Julho de 1934, a Gazeta dos Caminhos de Ferro noticiou que o Ministro das Obras Públicas tinha autorizado o projecto para a ampliação do apeadeiro de Quatro Caminhos.
Uma portaria da Direcção Geral de Caminhos de Ferro, publicada no Diário do Governo n.º 177, de 31 de Julho de 1934, adjudicou a empreitada n.º 19 do Apeadeiro de Quatro Caminhos a Joaquim da Fonseca, no valor de 284.500$00.
Em Setembro de 1939, esta interface já tinha sido renomeada para Godim.
Em Outubro de 2004, esta interface possuía a classificação E da Rede Ferroviária Nacional, Estação (que manteria em 2012), e podiam-se realizar ali manobras.

Em Janeiro de 2011, apresentava duas vias de circulação, ambas com 269 m de comprimento; as duas plataformas tinham 254 e 150 m de comprimento, e 30 e 40 cm de altura, numa configuração algo reduzida em comparação com a de décadas anteriores. Estes valores foram mais tarde alterados para os atuais.